# 宜兆熊
宜兆熊（？—1731年），清朝政治人物，汉军正白旗人。宜永贵之曾孙。
康熙二十二年（1683年）初袭三等男爵位，三年后升二等男。康熙四十年（1701年）由佐领入仕，累擢福州将军（署）。
宜兆熊文化水平不高，却因忠心而深得雍正帝赏识。雍正三年（1725年）以福州将军署闽浙总督，次年改湖廣總督，又改署直隸總督。雍正五年（1727年）任吏部尚书，次年因事被革职。